# Komuniści (powieść)
Komuniści (oryg. fr. Les Communistes) – powieść Louisa Aragona napisana w latach 1949–1951, a następnie gruntownie przeredagowana w końcu lat 60. Powstała ona na bazie osobistych doświadczeń autora związanych z II wojną światową i udziałem w organizowanym przez Francuską Partię Komunistyczną (PCF) ruchu oporu. 

## Treść

### Część pierwsza: luty-wrzesień 1939
Do Francji przybywają tysiące uchodźców republikańskich, uciekając przed frankistami po przegranej wojnie domowej w Hiszpanii. Oficjalna prasa pisze o "śmierci wielkich idei", wśród najbogatszych warstw społecznych coraz popularniejsza jest idea rządów silnej ręki. Typowym przedstawicielem tej grupy jest Fred Wisner, przemysłowiec, i jego żona Cecylia, która, rozczarowana pozbawionym uczuć światem wyższych sfer, zakochuje się z wzajemnością w studencie Jeanie de Moncey. 
Wieść o zawarciu paktu Ribbentrop-Mołotow przyspiesza delegalizację partii komunistycznej we Francji oraz wszystkich jej publikacji. Wśród robotników francuskich panuje niepokój w związku z możliwą wojną. Komuniści podejmują próby prowadzenia nielegalnej działalności, podczas gdy rząd szykuje się do rozprawy z nimi. 

### Część druga: wrzesień-listopad 1939
Armand Barbentane, redaktor Humanité, działa na rzecz nielegalnego rozprowadzania gazety, stara się organizować wokół siebie rozproszonych komunistów. Tymczasem francuskie koła rządowe wahają się co do dalszego kierunku działań: obrona przed Niemcami zdaje się być mniej ważna od rozprawy z wrogami wewnętrznymi. Zaczynają się aresztowania komunistów, za nielegalną działalność partyjną grozi kara śmierci. Cecylia Wisner, widząc robotnika powołanego na front, który stracił w walce rękę i wzrok, zaczyna interesować się położeniem zwykłych ludzi. 

### Część trzecia: listopad 1939-marzec 1940
Komuniści starają się, z różnym powodzeniem, prowadzić podziemną działalność na francuskiej prowincji. Represje wobec nich zaczynają budzić wątpliwości nawet u demokratów, którzy do tej pory nie sympatyzowali z komunistami. Propaganda rządowa uniemożliwia jednak pełne zrozumienie wydarzeń, coraz widoczniejsza jest działalność skrajnej prawicy i antysemitów. Opinię publiczną zajmuje przez pewien czas wojna między ZSRR a Finlandią, jednak ostatecznie - mimo licznych apeli - Francja nie pomaga tej ostatniej. Coraz bardziej prawdopodobna jest nowa ofensywa niemiecka, jednak armia francuska jest zdemoralizowana, a w kręgach rządowych trwają jedynie bezowocne dyskusje. 

### Część czwarta: marzec-maj 1940
Rząd, oparty na osobach Daladiera i Reynauda, nie jest w stanie ustalić wspólnej strategii obrony kraju, zgadza się jedynie co do dalszej walki z komunistami i ich podziemnymi organizacjami. Rząd obawia się powstania coraz bardziej niezadowolonych robotników. Zaczyna się ofensywa hitlerowska w Belgii i Holandii, następnie armia niemiecka przekracza Mozę, wojska francuskie wycofują się w rozsypce, a generałowie wzajemnie obarczają się winą za klęskę. 

### Część piąta: maj-czerwiec 1940
Upadek Paryża staje się coraz bardziej prawdopodobny. Belgia kapituluje, we Francji dochodzi do zbrodni na ludności cywilnej, bombardowań miast. Ostatnią szansą na obronę stolicy ma być przywództwo marszałków Weyganda i Philippe'a Pétaina. Groźby pod adresem Francji zaczynają wysuwać Włochy, resztki wojsk francuskich, w zupełnym chaosie, z Dunkierki wycofują się do Wielkiej Brytanii. Cecylia Wisner, pogrążona w depresji z powodu losów kraju, chce na nowo układać sobie życie z Jeanem. 

### Epilog
Francja przegrywa wojnę, dawne elity masowo podejmują kolaborację z wrogiem. Cecylia i Jean zaczynają żyć razem, wierząc mimo wszystko, że zarówno oni, jak i cała Francja mają przed sobą przyszłość. 

## Cechy utworu

### Komuniścijako powieść historyczna
Rozpoczynając pracę nad Komunistami Aragon deklarował chęć stworzenia uniwersalnego obrazu społeczeństwa francuskiego we wszystkich jego warstwach w czasie II wojny światowej. Poglądy polityczne pisarza sprawiły jednak, że wyraźnie pierwszoplanową rolę w powieści odgrywa opis losów członków zdelegalizowanej PCF, polemika z antykomunistyczną propagandą ostatniego rządu francuskiego przez agresją niemiecką oraz zakamuflowane ataki na lewicowych oponentów popierającej stalinowski ZSRR partii (np. trockistów). Powieść łączy opis osobistych przeżyć autora z apelem do przyszłych pokoleń, by nie dopuściły więcej do wybuchu konfliktu zbrojnego na taką skalę.
Aragon pisze powieść z wyraźnie marksistowskiego punktu widzenia, interpretując przedstawione autentyczne wydarzenia w oparciu o koncepcję walki klasowej. Ten punkt widzenia reprezentują również jego bohaterowie, zarówno komuniści, jak i kręgi rządowe. Pisarz w żywy sposób opisuje, z wieloma szczegółami, życie wszystkich większych środowisk społecznych: przemysłowców, polityków, studentów, robotników, drobnomieszczaństwa, podporządkowując jednak swój opis zamiarowi ukazania ciągłej walki o wpływy rozgrywającej się w społeczeństwie. W podobny sposób pisarz przedstawia wydarzenia historii europejskiej: przedstawia pakt Ribbentrop-Mołotow jako skutek polityki Francji i Wielkiej Brytanii, niechęci tych ostatnich do zawarcia sojuszu antyhitlerowskiego z ZSRR. Twierdzi, że kraje te pragnęły doprowadzić do bezpośredniej konfrontacji między III Rzeszą i ZSRR a następnie klęski tego drugiego. 
Opisując - zgodnie ze zgromadzoną dokumentacją - kolejne przetasowania rządowe, spory między naczelnymi dowódcami i politykami Aragon wyraźnie krytykuje postawę arywizmu, chęć robienia kariery za wszelką cenę, podkreśla nieudolność francuskich wojskowych i ministrów. Pisarz wskazuje wprawdzie osoby, które nie reprezentowały takiej postawy, jednak kreśli ogólny obraz kół rządowych i wojskowych Francji jako nieprzygotowanych do prowadzenia nowoczesnej wojny, podzielonych na koterie, złożonych z zapatrzonych we własne korzyści egoistów. Aragon przeciwstawia rządzącym lud francuski, gotowy zaangażować się w ruch oporu, bronić swojego kraju, ponoszący większość ciężarów wojny. Twierdzi, że naród został przez wybranych przywódców zdradzony. 

### Wymowa ideowaKomunistów
Aragon nadaje opisywanym wydarzeniom wymiar uniwersalny, przedstawiając wybuch wojny światowej jako nieuchronną konsekwencję systemu kapitalistycznego. Silnie przeciwstawia robotników francuskich sympatyzującym ze skrajną prawicą przemysłowcom i bankierom, podkreślając, że podobny mechanizm rywalizacji posiadających środki produkcji i pracowników powtarza się w każdym kraju. Pisarz podkreśla również demaskatorski wymiar utworu - otwarcie przeciwstawia się oficjalnej propagandzie rządowej, według której odpowiedzialni za klęskę 1940 byli przede wszystkim komuniści i ich działalność w przedwojennej Francji. 
Mimo wyrazistej wymowy ideowej, epicki charakter cyklu przeważa nad jego dydaktyzmem - przekazując konkretne przesłanie polityczne, Aragon tworzy efektowne sceny zbiorowe oraz stara się ukazać całościowy obraz przeżyć zwykłych Francuzów, niekoniecznie zaangażowanych bezpośrednio w konflikt klasowy. Celowo zrywa w tym celu z zasadą konstruowania powieści wokół głównego bohatera, ukazując losy kilku niezależnych od siebie postaci (Cecylia, Armand, Jean) w oderwanych od siebie momentach. Wyjątkiem jest wątek Cecylii, której względnie uporządkowana i poprowadzona w klasyczny sposób historia jest symbolem przemian psychologicznych zachodzących u Francuzów w czasie wojny. Wrażeniu ogólnego chaosu panującego we Francji jest sposób prowadzenia narracji - urywanie zdanie, stosowanie nagłych wykrzyknień, ciągła zmiana tematu. 